# بلندی‌های استانووی
بلندی‌های استانووی (به لاتین: Stanovoy Highlands) یک رشته‌کوه در روسیه است که در بوریاتیا واقع شده‌است. بلندی‌های استانووی ۳٬۰۷۲ متر بالاتر از سطح دریا واقع شده‌است.